# أو تشونغ تشول
أو تشونغ تشول (مواليد 24 أغسطس 1970) هو ملاكم كوري شمالي، مثّل بلاده في الألعاب الأولمبية الصيفية 1992.

## روابط خارجية
أو تشونغ تشول على موقع أوليمبيديا (الإنجليزية)